# Olivia Barash
Olivia Barash (Miami, 11 gennaio 1965) è un'attrice statunitense.

## Filmografia parziale

### Cinema
- American Hot Wax, regia di Floyd Mutrux (1978)
- Repo Man - Il recuperatore (Repo Man), regia di Alex Cox (1984)
- Ultima occasione (Tuff Turf), regia di Fritz Kiersch (1985)
- Patty - La vera storia di Patty Hearst (Patty Hearst), regia di Paul Schrader (1988)
- Dr. Alien - Dallo spazio per amore (Dr. Alien), regia di David DeCoteau (1989)
- Secret screams - Grida dal mistero (Grave Secrets), regia di Donald P. Borchers (1989)
- Floundering, regia di Peter McCarthy (1994)
- Perfect Fit, regia di Donald P. Borchers (2000)
- Repo Chick, regia di Alex Cox (2009)
- Blue Dream, regia di Gregory Hatanaka (2013)

### Televisione
- A World Apart – serie TV (1970)
- The Secret Storm – serie TV, 3 episodi (1971)
- Mary Hartman, Mary Hartman – serie TV, 2 episodi (1977)
- L'incredibile Hulk (The Incredible Hulk) – serie TV, episodio pilota (1977)
- Charlie's Angels – serie TV, 1 episodio (1978)
- In the Beginning – serie TV, 9 episodi (1978)
- Child of Glass – film TV (1978)
- Quell'incendio a Manhattan (The Triangle Factory Fire Scandal) – film TV (1979)
- Out of the Blue – serie TV, 12 episodi (1979)
- Through the Magic Pyramid – film TV (1981)
- La casa nella prateria (Little House on the Prairie) – serie TV, episodi 7x17 e 7x18 (1981)
- Saranno famosi (Fame) – serie TV, 13 episodi (1987)

### Videoclip musicali
- Ramones: I Wanna Be Sedated (1988)
- Theory of a Deadman: Drown (2014)